# Monte Bengoué
 Coordenadas : formato inválido
O Monte Bengoué é a montanha mais alta do Gabão, com a altitude de 1070 metros. Fica na província de Ogooué-Ivindo, na parte nordeste do país.